# 吉林化纤
吉林化纤股份有限公司 （深交所：000420）是中国深圳证券交易所的一家上市公司，主营业务范围为化学纤维制造业。
2011年，该公司主营业务收入为2317139157.57元，公司净利润为-293974617.24元，公司总资产为3035939559.91元。